# Prioniturus waterstradti
Il codaracchetta di Mindanao (Prioniturus waterstradti) è un uccello della famiglia degli Psittaculidi, endemico delle Filippine.